# Petros Mavromichalis

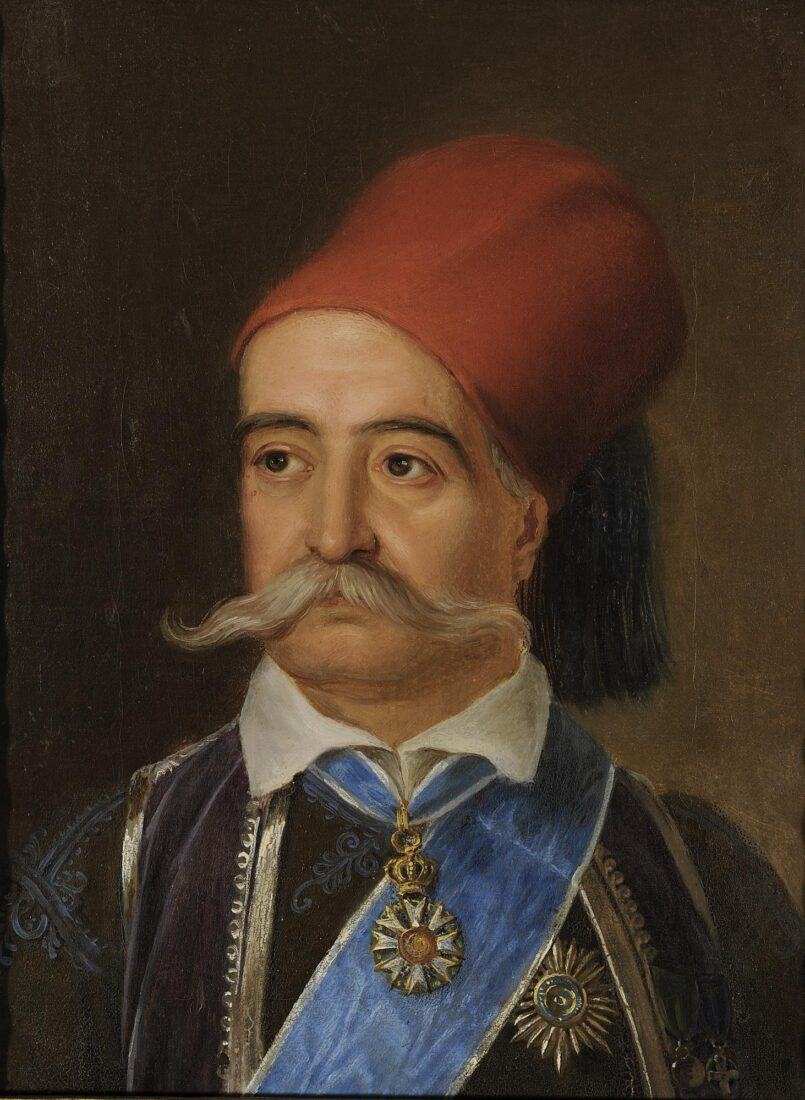
Petros Mavromichalis (Petrobey) – Theodoros Vryzakis

Petros Mavromichalis (griechisch: Πέτρος Μαυρομιχάλης; * 6. August 1765 in Areopoli, Lakonien; † 17. Januar 1848 in Athen), auch bekannt als Petrobey (Πετρόμπεη)  war ein griechischer General, Staatsmann und Anführer der Manioten während der ersten Hälfte des 19. Jahrhunderts. Er war der letzte Hegemon von Mani.
Somit war er eine der führenden Persönlichkeiten im Griechischen Unabhängigkeitskrieg und bekleidete mehrere politische sowie militärische Posten.

## Frühes Leben und Familie
Petrobey wurde 1765 als Sohn von Pierros Mavromichalis und Katarina Koutsogrigorakos in Areopoli (damals Tsimova) geboren. Er hatte sieben Geschwister. Areopolis war die Heimat der mächtigen Manioten-Familie von Mavromichalis. In jungen Jahren heiratete er Anna Benaki, die Tochter eines Kotzabasiden von Kalamata, Panagiotis Benaki, mit der er folgende sechs Kinder hatte: Georgios Mavromichalis, Dimitrios Mavromichalis, Ioannis P. Mavromichalis, Elias Mavromichalis, Anastasios Mavromichalis, Panagiotitsa Mavromichalis.
Seine Familie hegte bereits eine lange Geschichte von Aufständen gegen das Osmanische Reich. Sein Großvater Georgios und sein Vater Pierros waren führende Kräfte innerhalb der Orlow-Revolte. Auf den Aufstand folgte eine Zeit der Machtkämpfe zwischen den Anführern von Mani; Im Jahr 1800 erlangte der junge Petros, nach dem Tod seines Vaters einen guten Ruf als Schlichter bei Streitigkeiten und als Wiedervereinigung der verfeindeten Familien.
In der Zeit der Verfolgung der Klephten zu Beginn des 19. Jahrhunderts floh er mit mehreren von ihnen auf die Ionischen Inseln. Nach dem Vertrag von Tilsit im Jahr 1807 und der Besetzung der Ionischen Inseln durch die Franzosen versuchte er, Verbindungen zu Frankreich und Napoleon Bonaparte herzustellen, da er Frankreich als das einzige europäische Land betrachtete, das der griechischen Revolution Unterstützung bieten konnte. Aufgrund des Scheiterns mehrerer Aufstände gegen die Osmanen gelang es ihm, vielen Klephten und anderen Rebellen zur Flucht in die von den Franzosen kontrollierten Ionischen Inseln zu verhelfen. Dies verschaffte ihm, zusammen mit Theodoros Kolokotronis, nützliche Kontakte zu potenziellen Verbündeten. In dieser Zeit schloss er möglicherweise ein Bündnis mit Napoleon Bonaparte, der in Ägypten kämpfte. Der Plan sah vor, dass Napoleon im Einklang mit einem griechischen Aufstand das Osmanische Reich angreifen sollte. Napoleons Scheitern in Ägypten führte jedoch dazu, dass dieser Plan nicht verwirklicht werden konnte.

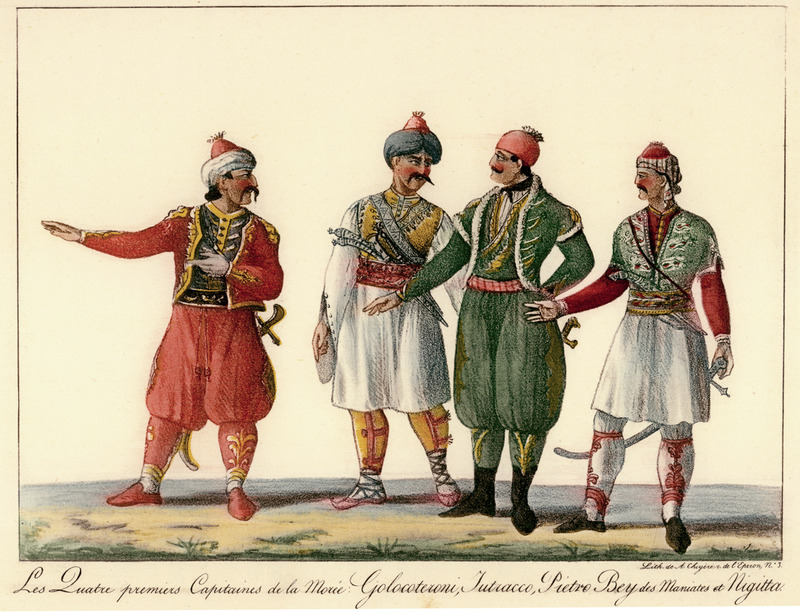
Die vier führenden Kapetanei der Morea: Kolokotronis, Giatrakos, Petrobey Mavromichalis, Nikitaras; Abbildung von René Puaux

Petrobey etablierte mithilfe seines Cousins, der in einem Seegefecht von den Türken gefangen genommen wurde, zum Islam konvertierte und als Sükür Mehmet Bey zum Flottenadmiral aufstieg, wichtige diplomatische Kontakte zur Hohen Pforte.
Im Jahr 1814 wurden die neu organisierten Manioten erneut zu einer Bedrohung für die Osmanen, und der Sultan bot Petros eine Reihe von Zugeständnissen an, darunter seine Ernennung im Jahr 1814 oder 1815 zum Bey, oder Häuptling, von Mani – und formalisierte damit faktisch den Status der Autonomie, den die Region beibehalten hatte jahrelang. Unter der Führung von Petrobey, wie er nun genannt wurde, waren der Maniotenstaat und insbesondere die Familie Pierrakos mächtig genug, um im Auftrag des Sultans die Gebiete des südlichen Peloponnes gegen albanische Plünderer zu kontrollieren. Dennoch beteiligte sich Petrobey aktiv an den verschiedenen Plänen der maniotischen Kapetanei (καπεταναίοι, „Hauptleute, Kommandeure von Kriegstrupps“) für einen Aufstand.
Er nahm am 22. Juni 1816 offiziell den Titel Bas-Bogu („Führer“) an, mit dem Ziel, die Bürgerkriege zu beenden, den Frieden wiederherzustellen und die Piraterie zu unterdrücken. Laut dem Verzeichnis von Panagiotis Sekeris wurde Petros Mavromichalis am 2. August 1818 in Kitries von dem kalamatischen Kaufmann Kyriakos Kamarinos (oder von Ilias Chrysospathis) in die Filiki Eteria aufgenommen. Bei seiner Aufnahme zahlte er 1 000 Piastra und versprach, dem Kampf „5 000 Piastra und 20 000 bewaffnete, willige, aber arme Männer“ zur Verfügung zu stellen. 1819 vermittelte er einen formellen Pakt zwischen den großen Kapetanei-Familien, die die Klephten anführten.
Im Januar 1821 organisierte und beriet sich Petrobey mit den Kotzabasiden von Kalamata, was später zur Befreiung der Stadt führen sollte.

## Beteiligung an der Griechischen Revolution

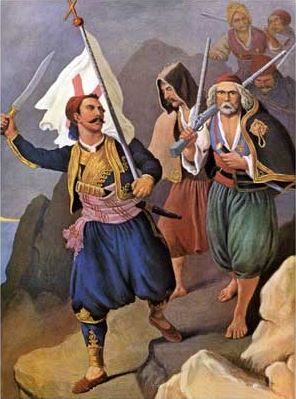
Petros Mavromichalis, ein Anführer der Manioten, erklärt die Revolution in Messenien bei der Befreiung von Kalamata. Lithografie von Peter von Hess, München 1852.

Zu seiner Zeit war Mani eine isolierte Hochburg des Widerstands gegen die Türken. Petrobey rekrutierte 5 000 Manioten und hisste am 17. März 1821 in Areopolis seine Kriegsflagge vor den führenden Persönlichkeiten der Mani und signalisierte damit den effektiven Beginn des Griechischen Unabhängigkeitskrieges. Mit 2 000 Manioten marschierte er gemeinsam mit den Truppen von Papaflessas, Nikitaras und Theodoros Kolokotronis in Kalamata ein und eroberte die Stadt am 23. März, was zur Befreiung von Kalamata führte. Unmittelbar danach wurde der 12-köpfige Messinische Senat unter seiner Präsidentschaft gebildet.
Die Leitung des Messinischen Senats ernannte Petrobey zum Oberbefehlshaber von Lakonien und verlieh ihm weiterhin den Titel „General der spartanischen und messinischen Armee“. Nach der Ankunft der Abgesandten von Alexander Ypsilantis in Mani erhoben sich die Einheimischen unter der Führung von Mavromichalis, und die griechischen Aufständischen, organisiert in bewaffnete Zivilisten-Einheiten, übernahmen die Kontrolle über die meisten Festungen.
Ende Mai 1821 lud Petrobey Mavromichalis Politiker, Militärs, Kotzabasiden und Kirchenführer zur Versammlung von Kaltetza (20.–26. Mai 1821) ein, mit dem Ziel, einen Senat zu gründen, der über den lokalen Charakter des Messinischen Senats hinausging. Durch sein politisches und militärisches Engagement wurde Petrobey Mavromichalis am 26. Mai 1821 im Kloster des Heiligen Nikolaus von Kaltezes (Μονή Αγίου Νικολάου Καλτεζών) in der Nähe von Tripoli zum Präsidenten des Peloponnesischen Senats gewählt, wodurch es gleichzeitig zur Gründung dieses Senats kam. Mithin begann damit seine aktive und bedeutende Beteiligung an den ersten Bemühungen zur politischen Organisation des Peloponnes sowie an der Vorbereitung des neuen unabhängigen griechischen Staates.
Nach der Ersten Nationalversammlung von Epidaurus (Dezember 1821 bis Januar 1822) wurde Petrobey Mavromichalis zum Vizepräsidenten des Parlaments ernannt. In der Zweiten Nationalversammlung in Astros (April 1823) übernahm er die Rolle des Präsidenten des Parlaments und der Exekutive. Zudem wurde er im Jahr 1823 Premierminister des aufständischen Griechenlands. Darüber hinaus war er Mitglied des Leitungsgremiums des Verwaltungsausschusses von Griechenland und wirkte aktiv in der Legislative der Nationalversammlung von Astros mit. Auf der Dritten Nationalversammlung in Troizen akzeptierte Petrobey die Wahl von Ioannis Kapodistrias zum ersten Gouverneur Griechenlands, war jedoch kein Anhänger seiner Autorität.
Während der Bürgerkriege Griechenlands 1823–1825, stellte er sich im ersten Konflikt auf die Seite des Militärs und übernahm das Amt des Präsidenten der Exekutive. Im zweiten Bürgerkrieg blieb er hingegen größtenteils in der Mani und in Nafplio untätig, unternahm jedoch einige Versuche, zwischen den Konfliktparteien zu vermitteln. Im Jahr 1822 kämpfte Petrobey zusammen mit Andreas Zaimis und einer Armee von 500 Manioten gegen Dramalis Expedition, um die Verstärkung der türkischen Streitkräfte zu verhindern, die Messolongi belagerten. Petrobey organisierte darüber hinaus auch die Verteidigung Manis vor der Invasion des von der Hohen Pforte beauftragten Ägypters Ibrahim Pascha auf der Morea im Jahr 1825. Im April 1826 wurde er zum Mitglied des „Verwaltungskomitees Griechenlands“ ernannt, das das revolutionäre Griechenland bis April 1827 leitete.

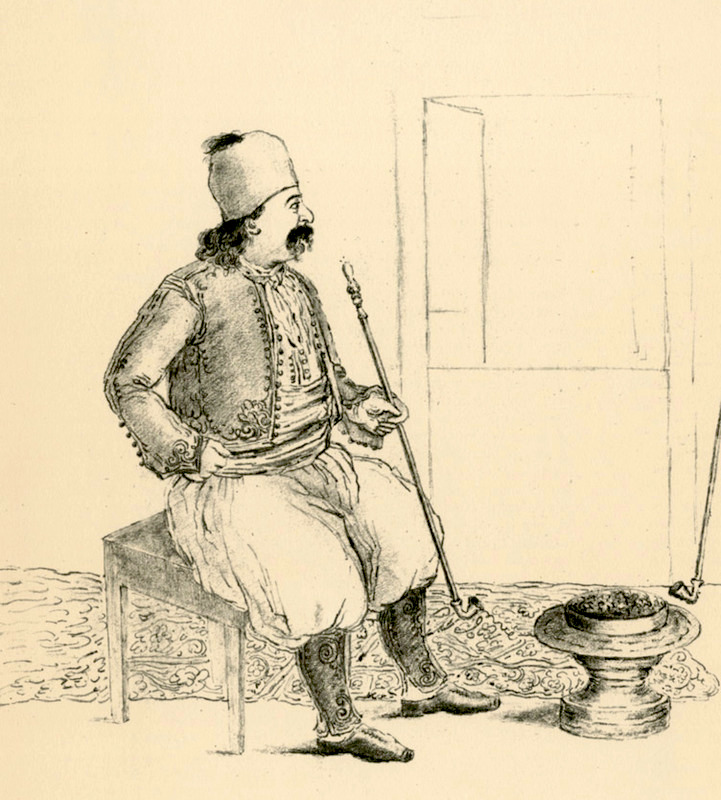
Petros Mavromichalis, von Pierre Peytier (1828)

Petrobey spielte in zahlreichen Schlachten eine entscheidende Rolle, wie bei der Schlacht von Dervenakia, der Belagerung von Tripolitsa oder der Einnahme von Argos. Er agierte zusammen mit seinem Bruder Konstantin Mavromichalis, Dimitrios Ypsilantis, Ioannis Makrygiannis und den freiwilligen Philhellenen.
Jahrelang litt Petrobey an Gicht, was seine Teilnahme an den militärischen Aktivitäten der Griechischen Revolution erheblich einschränkte. Seine Brüder und Söhne übernahmen daraufhin im Sommer 1822 die Führung der maniotischen Truppen, angeführt von Kyriakoulis und Elias Mavromichalis. Beide kamen im Jahr 1822 auf dem Schlachtfeld ums Leben – Kyriakoulis in Splantza, Epirus, und Elias in Styra, Euböa.
Petrobey fungierte weiterhin als Vermittler, wenn es zu Streitigkeiten unter den Kapetanaioi kam, und fungierte als Vorsitzender des messenischen Senats, eines Rates prominenter revolutionärer Führer.

## Proklamation an die europäischen Staaten

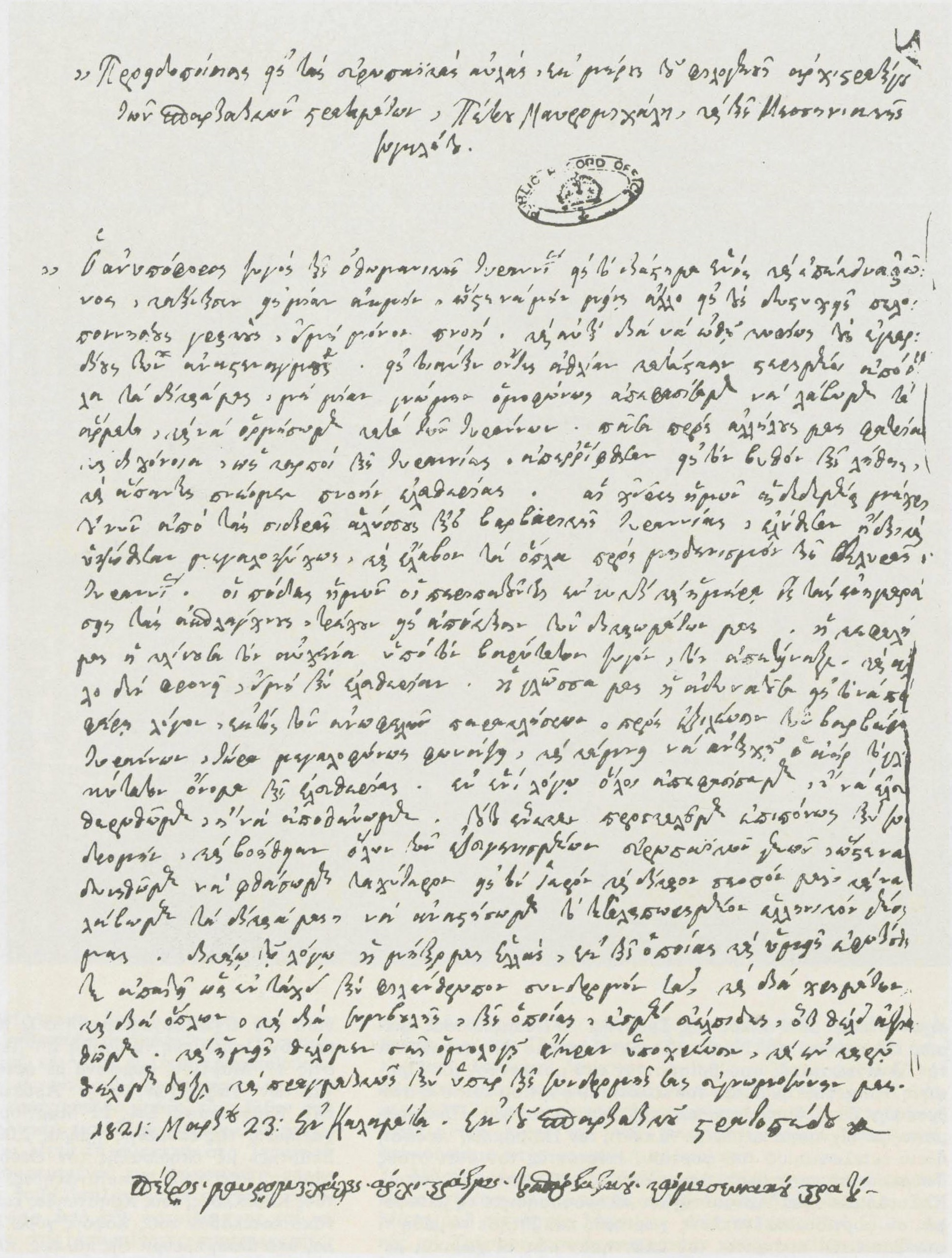
Ein „Appell an die europäischen Gerichte“, unterzeichnet von Petros Mavromichalis

Petrobey versuchte auch, den Westen um Unterstützung zu bitten, indem er eine Reihe von Briefen an Führern und Philhellenen in Europa schickte. Mit Hilfe von Adamantios Korais wurde das erste diplomatische Dokument der revolutionären Griechen, die „Proklamation an die europäischen Staaten“ ins Englische übersetzt und in die Vereinigten Staaten geschickt. Die griechischen Revolutionäre verstanden sich als Teil eines universellen Kampfes für die Freiheit.
Die folgende Passage bietet eine übersetzte Wiedergabe entsprechender Proklamation:
„Proklamation des Oberbefehlshabers der spartanischen Truppen, Petros Mavromichalis, und des in Kalamata tagenden messenischen Senats an Europa.
Das unerträgliche Joch der osmanischen Tyrannei hat über ein Jahrhundert lang auf den unglücklichen Griechen des Peloponnes gelastet.
Die Strenge des Jochs war so groß geworden, dass die ohnmächtigen Opfer kaum noch die Kraft hatten, zu stöhnen.
In diesem Zustand, aller unserer Rechte beraubt, haben wir einstimmig beschlossen, gegen unsere Tyrannen zu den Waffen zu greifen: Alle unsere Unterschiede und alles, was uns trennt, als Früchte der Tyrannei, sind weggeworfen, und wir alle atmen die Luft der Freiheit.
Unsere Hände, die bisher durch die eisernen Fesseln dieser barbarischen Tyrannei gefesselt waren, sind nun losgebunden, und sie sind mutig erhoben, um die Waffen für die Beseitigung dieser abscheulichen Tyrannei zu ergreifen.
Unsere Füße, die Tag und Nacht gelaufen sind, um Besorgungen für unsere gnadenlosen Herren zu machen, laufen jetzt, um unsere Rechte zurückzuerobern. Unser Kopf, der sich unter dem Joch beugte, ist nun erhoben und denkt an nichts anderes als an unsere Freiheit.
Unsere Zunge, die nicht in der Lage war zu sprechen, außer vergeblich zu betteln, um unseren barbarischen Tyrannen zu gefallen, schreit nun und in der Luft hallt der süße Name der Freiheit.
Mit einem Wort, wir haben beschlossen, frei zu sein oder zu sterben. Aus diesem Grund bitten wir um die Hilfe und Unterstützung aller zivilisierten Nationen Europas, damit wir unsere heilige und gerechte Sache schneller erreichen und unsere Rechte zurückerhalten können, um unser unglückliches Volk wieder aufzurichten: Griechenland, unsere Mutter, war die Lampe, die euch erleuchtet hat, und aus diesem Grund bittet es um eure dringende Philanthropie.

Wir hoffen, dass wir unser heiliges Ziel erreichen werden, und wir sind Ihnen zu Dank verpflichtet, und in besseren Zeiten werden wir Ihnen unsere aufrichtige Dankbarkeit für Ihren Beitrag zeigen.
(Unterzeichnet) PETROS MAVROMICHALIS
Gegeben im Hauptquartier von Kalamata, 28. März / 9. April 1821“
Der Originaltext der Proklamation des Unabhängigkeitskrieges befindet sich heute in den Archiven des Foreign, Commonwealth and Development Office im Vereinigten Königreich.

## Nach der Griechischen Revolution

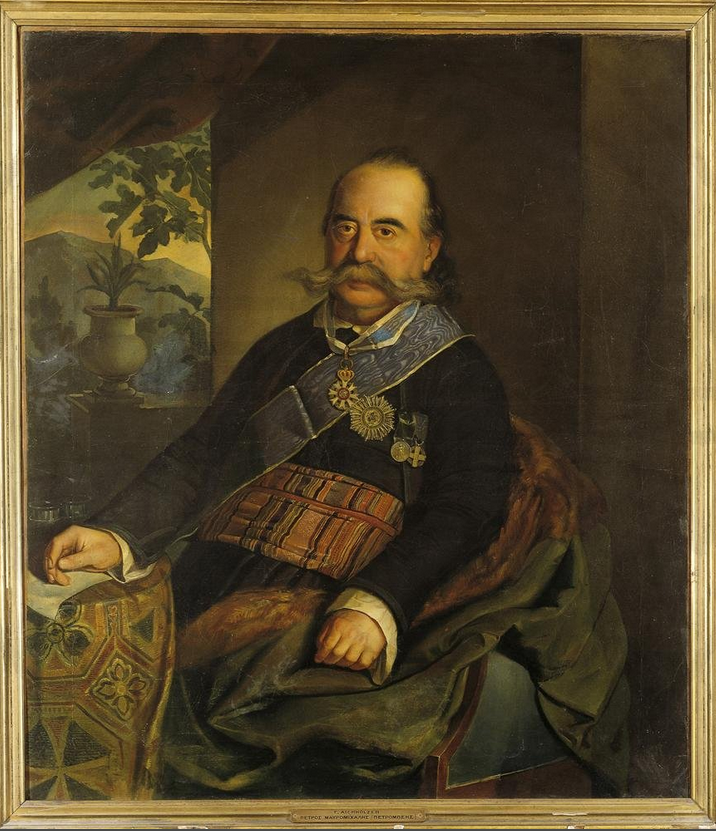
Petros (Petrobey) Mavromichalis – der letzte Bey von Mani, von F. Aichholzer (1837)

Im Jahr 1830 rebellierte Mavromichalis Bruder Tzanis oder Katsis in Areopolis gegen den Kotzabasiden von Messenien, Ioannis Genovelis, der versuchte, Mavromichalis Einfluss in Mani zu zerstören. Mavromichalis wurde in Nafplio überwacht, wo er im Februar 1831 versuchte zu fliehen, um nach Mani zurückzukehren und einen Befehl zu erteilen. Während der Flucht kenterte sein Schiff in Katakolo durch einen Sturm und er wurde festgenommen und in Nafplio als Angeklagter unter dem Vorwurf des Hochverrats eingesperrt.
Nach der Revolution wurde Petrobey Mitglied des ersten griechischen Senats unter der Führung von Ioannis Kapodistrias. Die beiden Männer gerieten bald aneinander, weil Kapodistrias darauf bestand, eine zentralisierte Regionalverwaltung auf der Grundlage politischer Vertreter einzurichten, die das traditionelle System der Familientreue ersetzen sollte. Darüber hinaus spielten auch finanzielle Interessen eine Rolle.
Petros‘ Bruder Ioannis führte einen Aufstand gegen den ernannten Gouverneur von Lakonien an; Petros und Ioannis wurden eingeladen, Kapodistrias zu treffen und eine Lösung auszuhandeln, doch als sie auftauchten, wurden sie verhaftet. Von seiner Gefängniszelle aus versuchte Petros, mit Kapodistrias eine Einigung auszuhandeln; Letzterer lehnte ab. Petrobey floh 1831 und wurde bei seinem Versuch, in die Mani zurückzukehren, von Konstantinos Kanaris verhaftet und in Nafplio wegen Hochverrats inhaftiert. Die Krise wurde dann mit traditionelleren Mitteln beigelegt: Petros‘ Bruder Konstantinos und sein Sohn Georgios ermordeten Kapodistrias am 9. Oktober 1831.
Petros missbilligte den Mord öffentlich. Nach Vermittlung des deutschen Philhellenen Friedrich Thiersch ordnete Augustinos Kapodistrias im März 1832 die Freilassung von Mavromichalis an. Nach seiner Freilassung machte er sich daran, zwischen den Kapodistrianern und den „Konstitutionalisten“ zu vermitteln, um einen neuen Bürgerkrieg zu verhindern.
Während der Regentschaft, bevor König Otto volljährig wurde, war Petrobey von 1835 bis 1843 Vizepräsident des Staatsrats. Er wurde außerdem als Bevollmächtigter von Zygos in die Erste Nationalversammlung (1843–1844) entsandt, die mit der Ausarbeitung der nach der Revolution des 3. September 1843 erforderlichen Verfassung befasst war.
Petros „Petrobey“ Mavromichalis starb am 17. Januar 1848 im Alter von 82 Jahren in Athen und wurde mit militärischen Ehren beigesetzt. An der Beerdigung von Petrobey Mavromichalis am 18. Januar nahmen alle bedeutenden Persönlichkeiten des griechischen Königreichs teil. In Anerkennung seiner Verdienste für das Land erklärte König Otto eine fünftägige Trauerzeit „für den verstorbenen Generalleutnant P. Mavromichalis“.

## Ehrung
Petrobey war einer der wenigen Griechen, denen das Großkreuz des Erlöserordens verliehen wurde.

In Zentrum von Areopoli steht eine Statue von Petrobey. Er lebte im nahe gelegenen Limeni, einem kleinen Dorf an der Küste. Sein damaliges Haus, ein Mani-Turmhaus, wird heute als gehobenes Hotel betrieben.

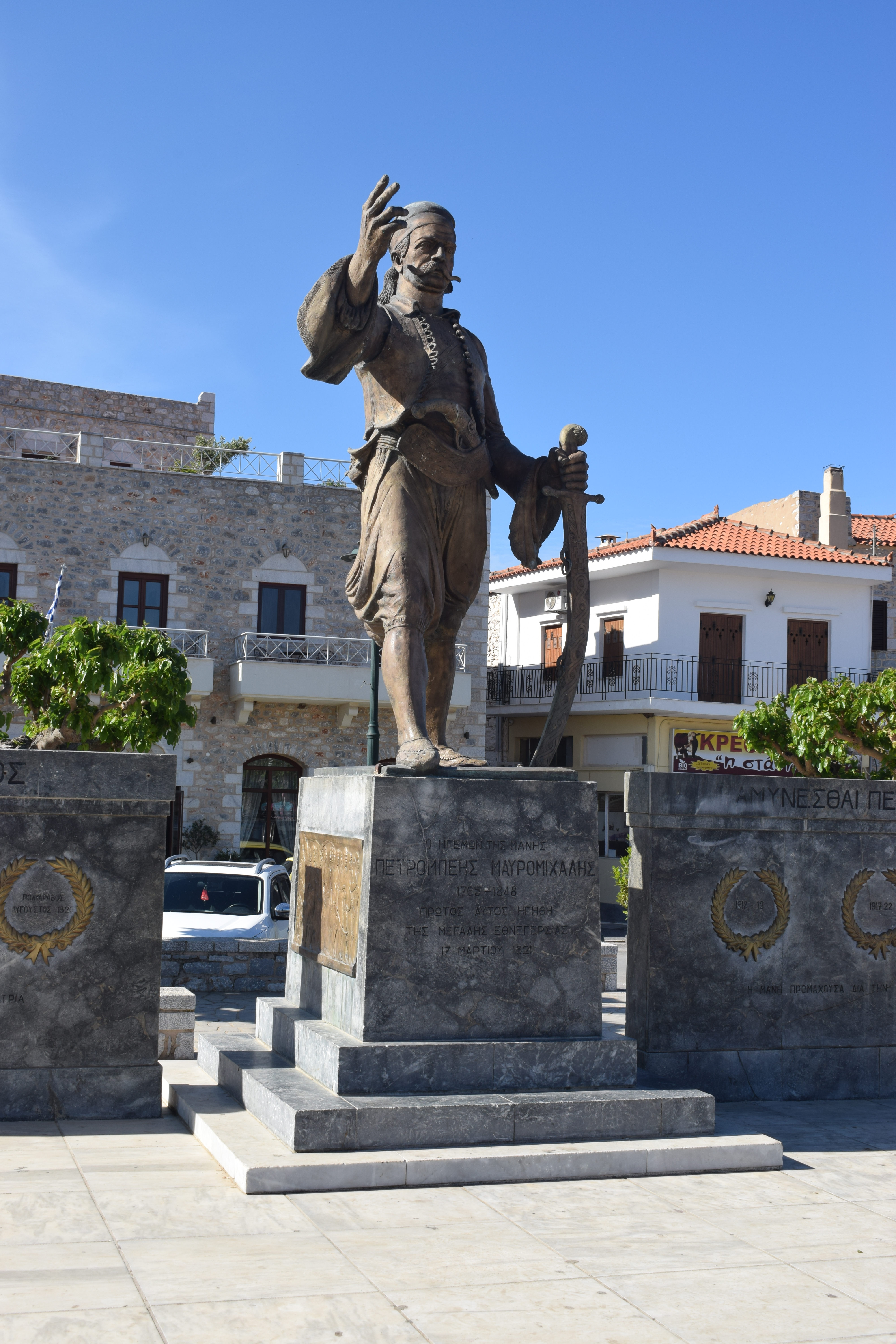
Die Statue von Petrobey in Areopoli, nach dem Entwurf von Vassos Falireas. In seiner linken Hand hält er symbolisch sein Yatagan.

## Trivia
In manchen Fällen wird das Geburtsjahr von Petrobey auf 1773 datiert.
König Otto äußerte sein tiefes Bedauern über den Verlust „einen der edelsten und tugendhaftesten Helden des griechischen Unabhängigkeitskrieges, den er persönlich zutiefst verehrte“.
Petrobey war ein Anhänger des Panhellenismus.

Obwohl er in seiner politischen Rolle versöhnlich zwischen den Kriegsparteien agierte, geriet er unter Kritik und sah sich Vorwürfen von Verrat und Egoismus ausgesetzt.

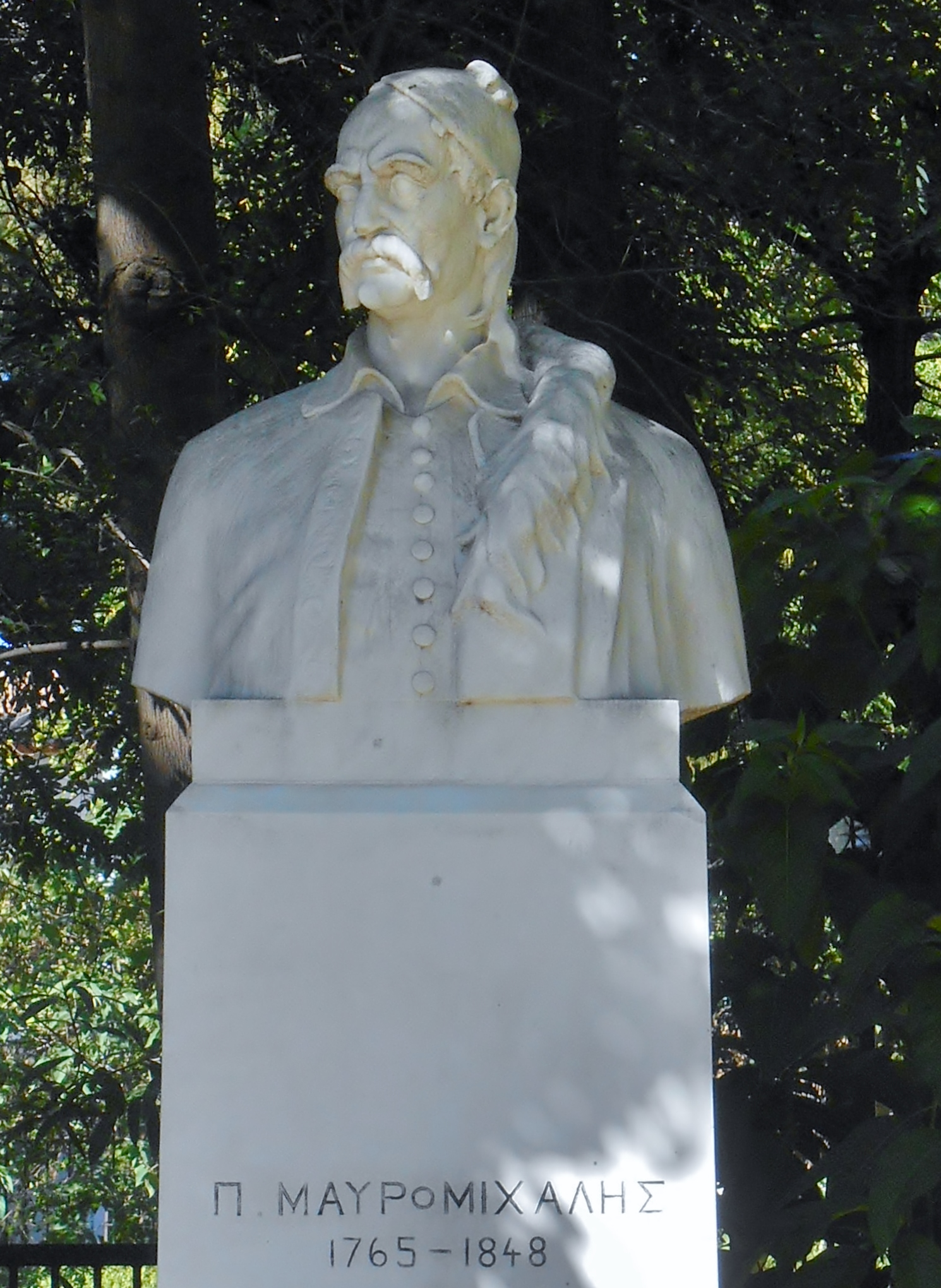
Büste des P. Mavromichalis in Athen